# A los mártires de la independencia
A los mártires de la independencia, también conocido como A los héroes de 1809, es un monumento ubicado en la plaza de Garriga i Bachs de Barcelona. Proyectado por el arquitecto Pere Benavent de Barberà, fue realizado entre 1929 y 1941 con obras de los escultores Josep Llimona y Vicente Navarro.

## Dedicación
El conjunto monumental está dedicado a la memoria de los barceloneses que en 1809, en el marco de la Guerra de la Independencia Española, lideraron la insurgencia contra las tropas napoleónicas en la ciudad, en el fallido Complot de la Ascensión, siendo posteriormente detenidos y ejecutados.
El 3 de junio de 1809, tras el llamado «Proceso de la Ciudadela», un militar, el subteniente José Navarro, dos civiles, Juan Massana y Salvador Aulet, y dos sacerdotes, Juan Gallifa y Joaquín Pou, fueron ejecutados por los franceses en la explanada de la Ciudadela. Durante sus ejecuciones otros tres insurgentes, Ramón Mas, Julián Portet y Pedro Lastortras, tocaron a somatén con la campana grande de la Catedral, siendo también apresados y condenados a muerte el 27 de junio de 1809.

## Historia
El 1815, cuando los soldados napoleónicos dejaron Barcelona tras la Guerra del Francés, surgió la idea de levantar un monumento a los ocho barceloneses ejecutados por las tropas ocupantes en 1809. Este primer proyecto monumental no prosperó, y el homenaje se limitó a trasladar sus restos mortales a la Catedral, para ser enterrados en la sacristía. Un nuevo proyecto monumental surgió en 1884, cuando el ayuntamiento encargó a Venancio Vallmitjana una escultura del padre Juan Gallifa, principal inspirador de la conspiración, que debía colocarse en el nuevo Parque de la Ciudadela. No obstante, la escultura que representaba la ejecución del fraile no gustó a las autoridades municipales y no llegó a instalarse.
En 1909, coincidiendo con el centenario de las ejecuciones, se formó una nueva «comisión de homenaje a los mártires», integrada entre otros por el industrial Andrés Garriga Bachs y José María Milá Camps. Se encargó al arquitecto Augusto Font un panteón en una capilla de la Catedral, donde se trasladaron los restos de los ocho ejecutados, en 1911. Con la dictadura de Primo de Rivera, Garriga Bachs accedió al cargo de teniente de alcalde y Milá Camps al de presidente de la Diputación, dando un impulso definitivo a la creación de un monumento público a la memoria de las ocho víctimas. Paralelamente, en 1927 el ayuntamiento dedicó una calle de la ciudad a cada uno de los ocho ejecutados.
Para el monumento se eligió un emplazamiento junto a la Catedral, donde estaban enterrados, en una plaza de nueva creación. Garriga Bachs compró una finca ubicada en la calle del Obispo, frente a la puerta del claustro de la Catedral, y la cedió al consistorio para que fuese derribada. El diseño de la nueva plaza y del monumento se encargó al arquitecto Pere Benavent de Barberà y las obras fueron financiadas por la Diputación. Se encargó a Josep Llimona un grupo escultórico de bronce que representase a los ajusticiados y que debía presidir el conjunto monumental. Sin embargo, en noviembre de 1929, aprovechando una visita de la reina, la plaza fue inaugurada aún sin la estatua, que no estaba terminada. El pedestal permanecería vacío más de una década, ya que con la llegada de la Segunda República las nuevas autoridades descartaron la colocación del grupo escultórico y la obra quedó guardada en el taller de Llimona, fallecido en 1934.
Tras la Guerra Civil, el espíritu nacionalcatólico del nuevo régimen rescató la idea original del monumento a los mártires. El 3 de junio de 1941, coincidiendo con el 133.er aniversario de las ejecuciones, el conjunto monumental fue reinaugurado, con la incorporación del grupo escultórico de Llimona y de unos relieves de ángeles de alabastro de Vicente Navarro, añadidos al proyecto original.

## Características
El conjunto monumental, adosado a la fachada lateral de la iglesia de San Severo, está integrado por distintos elementos de diferente cronología, cuyo elemento central es una hornacina. El diseño del conjunto, obra de Pere Benavent de Barberà, data de 1929. 
En el centro, sobre un pedestal de granito, se ubica un conjunto escultórico de bronce, obra de Josep Llimona. Representa a los ciudadanos Juan Massana y Salvador Aulet, los padres teatinos Juan Gallifa y Joaquín Pou y el subteniente José Navarro, todos ellos ejecutados por las tropas napoleónicas el 3 de junio de 1809. La escultura representa los momentos previos a la ejecución, y cada personaje va ataviado según su condición: militar, eclesiástica o civil. La escultura data de 1929 pero no fue colocada hasta 1941.
La placa del pedestal recuerda, además de estos cinco insurgentes, a los tres ciudadanos ajusticiados posteriormente, el 27 de junio, por tocar a somatén con la campana de la Catedral durante la ejecución de los primeros.
| |
| EL P. JUAN GALLIFA, EL DR. JOAQUIN POU / D. JUAN MASSANA, D. SALVADOR AULET, / D. JOSÉ NAVARRO, D. PEDRO LASTORTRAS, / D. JULIAN PORTET, Y D. RAMON MAS / SACRIFICARON SU VIDA / POR DIOS, POR LA PATRIA Y POR EL REY / LA CIUDAD AGRADECIDA / ENALTECE AQUÍ PERPÉTUAMENTE SU MEMORIA / MCMXXIX. |

Cuando en 1941 se reinauguró el monumento, con la colocación de la obra de Llimona sobre el pedestal, se completó el conjunto con un relieve de alabastro de dos ángeles envueltos en una nube, obra de Vicente Navarro.
Flanqueando la hornacina, dos pares de alicatados sobre sendos bancos reproducen en cerámica cuatro de los seis grabados que Buenaventura Planella hizo en 1815. Cada dibujo escenifica un momento del llamado «Proceso de la Ciudadela»: la última confesión de los condenados, el traslado al patíbulo, la ejecución y la detención de los sublevados en la Catedral.